# ヒレ (ノルトライン＝ヴェストファーレン)
ヒレ (ドイツ語: Hille, ドイツ語発音: [ˈhɪlə] ( 音声ファイル)) は、ドイツ連邦共和国ノルトライン＝ヴェストファーレン州デトモルト行政管区のミンデン＝リュベッケ郡に属す町村（以下、本項では便宜上「町」と記述する）である。この町は1973年にノルトライン＝ヴェストファーレン州の自治体新設に伴い、ミンデナー・ラント地方の9つの町村が合併して成立した。この町は地理上、北ドイツ低地に属しており、海抜45mの最低地点から251mの最高地点までの間に位置している。

## 地理
ヒレは、デトモルト行政管区の北東部、ミンデナー・ラント地方の中央に位置している。一部は、ヴィーエン山地、リュベッケ黄土地域、ラーデン＝ディーペナウアー・ゲースト（ゲーストとは氷河谷に砂が堆積してできた砂地の土地）に属す。南部は北ドイツ低地から中低山地への移行部にあたる。北方の中低山地に特徴的な鋸歯状の構造をしたヴィーエン山地が、この町の南部とラーフェンベルク丘陵とを隔てている。北側の町の主要部分は低地地方の一部となっているが、氷河時代に形成された終堆石の土地である。ヒレのグローセス・トルフモーア（直訳すると大泥炭湿地）は、氷河時代に起源を持つ重要なビオトープで1980年に自然保護地区に指定されている。ここにはシュバシコウをはじめとする多くの珍しい動物や特殊な植物が生息している。ヒレではエスパー川が湧出する。ヒレの中央を東から西にミッテルラント運河が通っており、これに沿って集落が形成されている。北東部には大きな高層湿原とミンデンの森がある。地理的には東に約10km離れたヴェーザー川から、西はほとんどオスナブリュック付近までがヒレと同じ地域であり、ここからオスナブリュッカー・ラント地方になる。農地は藪や生け垣で区分された散村や離散農場のネットワークを形成している。高地には森、低地や湿地には草地が広がっている。

### 土壌
氷河時代の環境条件によりヒレ町内には肥沃さに差違のある土地が見られ、それが集落構造に違いをもたらしている。南部のヴィーエン山地とバスタウ川沿いの低地との間の地域は、リュベッケ黄土地域とも呼ばれる肥沃な土地柄である。ここにはローテンウッフェルン、オバーリュッベとウンターリュッベ、アイクホルストといった集落がある。この北側は湿地状のバスタウ低地で、名前を挙げられるような耕作地は見られない。この北側の輪郭線沿いにミッテルラント運河が通っている。北東部は耕作に適したハルトゥーム黄土地域であり、ハルトゥーム、ノルトヘンメルン、ジュートヘンメルン、ホルツハウゼンII 地区がある。農場は中規模農場で、100モルゲンの広さを持つものも珍しくない。この黄土地域はフレーテ川の西に広がり、ここに入植活動の中心であったヒレ集落がある。ヒレの北東部ヴィットローゲ周辺は耕作に向かない土地柄で、森（ミンデンの森）になっている。

### 動物相
ヒレの町域にはシュバシコウが現れる。この鳥を呼び戻し保護する活動が行われている。

### 町域の広がりと土地利用
「グローセ・ラントゲマインデ」（直訳すると「広い田舎町」）に分類されるヒレは北ドイツ低地に位置するが、その南部はヴィーエン山地の尾根にまで達している。町内の最高地点はオーバーリュッベ地区にあるリュッバー・ベルク山頂の海抜251m、最低地点はハルトゥーム地区の湿地で海抜47.7mである。東西の長さは11.8km、南北は15.4kmである。
| 土地用途別面積     | 農業用地 | 森林   | 住宅・産業用地 | 交通用地 | 水域   | スポーツ用地・緑地 | その他 |
| ------------------ | -------- | ------ | -------------- | -------- | ------ | ------------------ | ------ |
| 面積 (km²)         | 76.05    | 7.76   | 8.82           | 6.31     | 2.25   | 0.65               | 1.15   |
| 総面積に占める割合 | 73.84 %  | 7.53 % | 8.56 %         | 6.13 %   | 2.18 % | 0.63 %             | 1.12 % |

### 隣接する自治体
ヒレはノルトライン＝ヴェストファーレン州北東部でニーダーザクセン州と境を接するミンデン＝リュベッケ郡の中央に位置する。東に旧司教座都市で郡庁所在地のミンデン、北東にペータースハーゲン、北はニーダーザクセン州のザムトゲマインデ・ウフテと境を接する。ヒレの西はエスペルカンプと旧郡庁所在地のリュベッケ、南はヴィーエン山地を越えた向こう側のラーフェンスベルク丘陵に位置するヒュルホルストとバート・エーンハウゼンが境を接する。

### 町の構成
ヒレは、1973年の合併以前には、アムト・デュッツェンおよびアムト・ハルトゥームに属す（アムトは合併時に廃止された）独立した町村であった9つの地区からなっている。
- アイクホルスト (Eickhorst)
- ハルトゥーム (Hartum)
- ヒレ (Hille)

ヒレの地区図

- ホルツハウゼン II (Holzhausen II)
- ノルトヘンメルン (Nordhemmern)
- オーバーリュッベ (Oberlübbe)
- ローテンウッフェルン (Rothenuffeln)
- ジュートヘンメルン (Südhemmern)
- ウンターリュッベ (Unterlübbe)

## 歴史
ヒレは現在に至るまでその農業構造で特徴づけられる。肥沃な黄土の土地、特にハルトゥーム黄土地域に形成された大規模農場の他に、19世紀まで新階級による小さな農家が数多くあった。彼らは、リンネル織りなどの手工業で副収入を得ていた。19世紀末にヒレにタバコ工場が造営された。19世紀には現在のヒレにあたる地域からアメリカ合衆国への移住者が大勢あった。多くの場合、行き先はニューヨークで、ここからさらにスケネクタディへ向かった。別のヒレの人々は、徒歩でオランダへ行き、草刈りに従事して、「ホラントゲンガー」と呼ばれた。
19世紀半ば、プロイセンのミンデン郡郡長カール・フォン・シュロトハイムによる大規模な道路建設プログラムに伴い社会資本の拡充が図られた。このプログラムは郡に経済的飛躍をもたらすための雇用創出措置であった。20世紀初め、この田舎町に鉄道が敷設された。1903年にミンデナー・クライスバーンがミンデンからアイクホルストに至る狭軌鉄道を開通させた。1907年にこの鉄道はリュベッケにまで延伸された。その後この路線は標準軌に拡幅された。土地改良路線であるこのプロイセンの支線の使命は、農業が盛んなこの地域を開発することであった。化学肥料を供給し、農作物をミンデンやリュベッケへ出荷することであり、さらにはそこで積み替えられて他の都市に輸送されて行った。ミンデナー・クライスバーンの建設は、組織的な雇用創出策でもあった。この建設工事によって何千人もの労働者が賃金とパンを得たのであった。リュベッケ - ヒレ間は1967年に廃止され、その後施設は撤去された。ヒレ（ハーフェン）とミンデンとの間には現在も貨物列車が運行されている。オーバーリュッベ地区も1897年から1937年までは鉄道で結ばれていた。「ヴァリュッカー・ヴィレム」がヴィーエン山地内のヴァリュッケ近郊の採石場から南に山を越えたレーネやキルヒレンゲルンまでを結び、鉄鉱石とともに人も運んでいた。

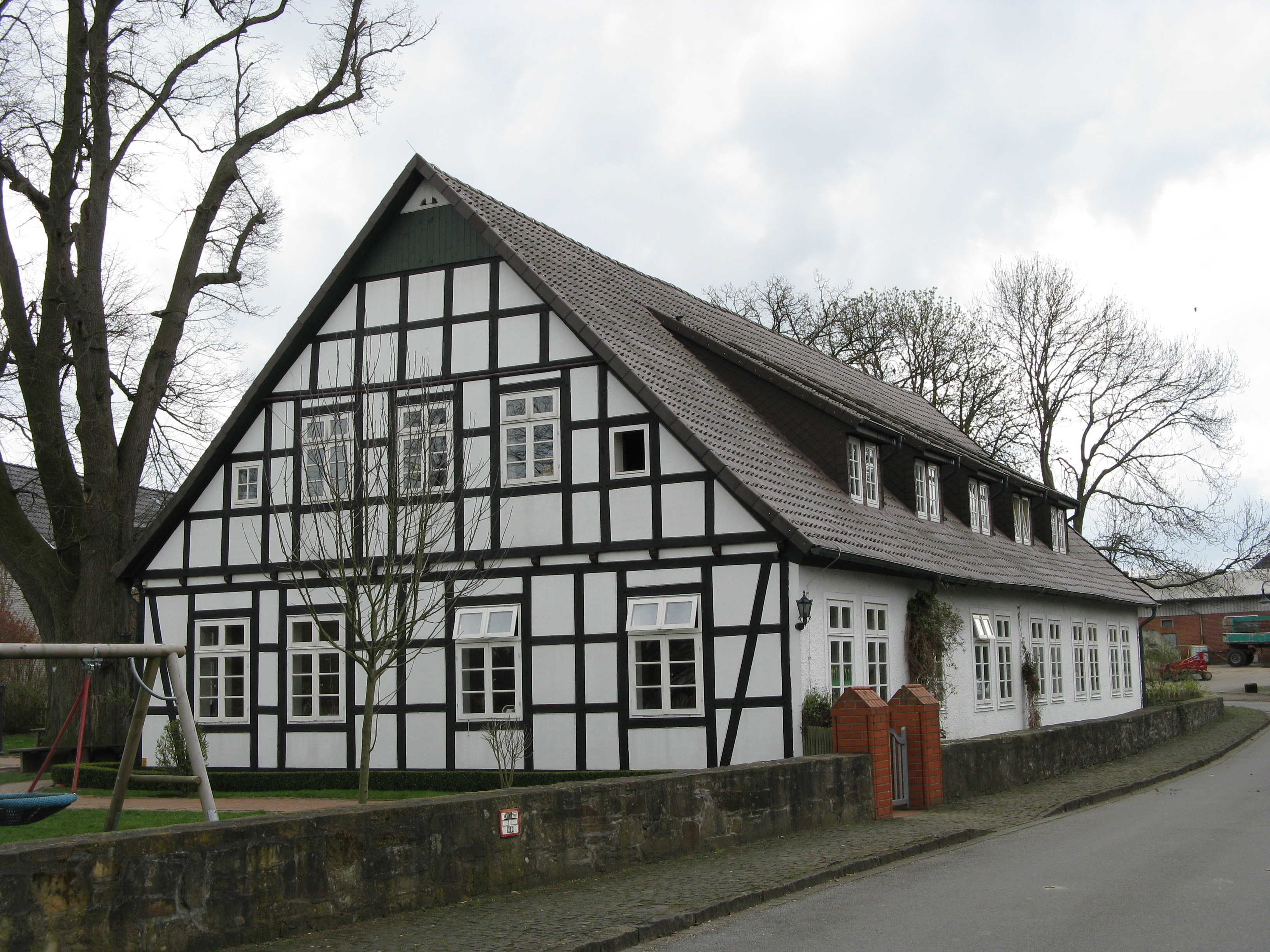
ヒレの司祭館

### 宗教
ヒレの町に属す村落は、1550年にミンデンとともに宗教改革がなされ、住民はすべてプロテスタント、ルター派の信者となった。元々の教会組織が現在も存続している。プロイセンに属する地域であることから、ラント教会はヴェストファーレン福音派教会に包含される。これはルター派と改革派を包含したものである。古い教会の一部は手放され、新しい建物が使われている（ヒレの旧司祭館）。第二次世界大戦の難民を受け容れたことで、カトリック組織が創設された。この町の宗教構成は多様化に向けてゆっくりと変わりつつある。

### 町村合併
大規模町村としてのヒレは1973年1月1日に、ノルトライン＝ヴェストファーレン州の自治体再編を引き起こしたビーレフェルト法の施行に伴って成立した。これにより、それまで独立した自治体で、アムト・ハルトゥームに属したアイクホルスト、ハルトゥーム、ヒレ、ホルツハウゼン II、ノルトヘンメルン、ジュートヘンメルンと、アムト・デュッツェンに属したオーバーリュッベ、ローテンウッフェルン、ウンターリュッベが合併した。西の辺縁部にあたるハルトゥームとホルツハウゼン IIの一部はミンデン市に譲渡し、逆にハーレンに属していたいくつかの耕牧地がヒレに編入された。アムト・ハルトゥームとアムト・デュッツェンは廃止された。ヒレはアムト・ハルトゥームの権利継承者となった。町役場には、新しい町の中央付近に位置することとなった旧アムト・ハルトゥームの庁舎が充てられた。

## 行政

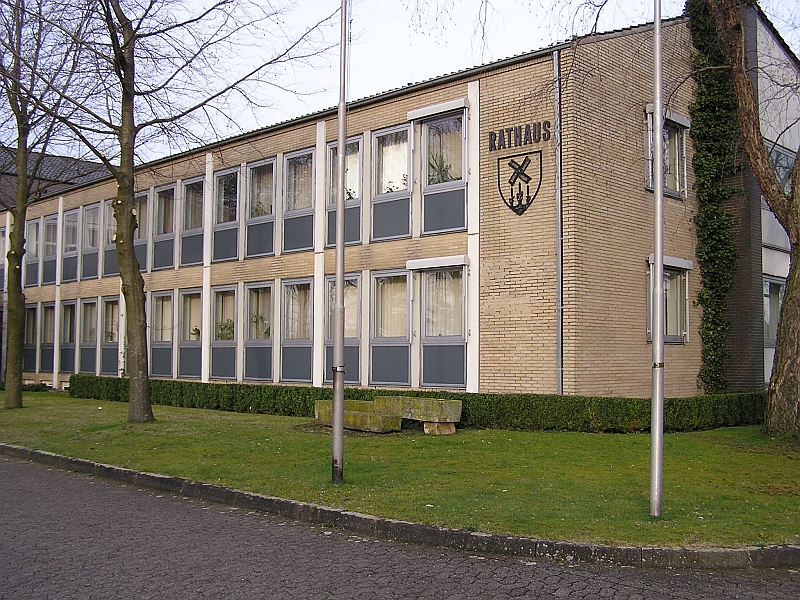
ハルトゥーム地区にあるヒレの町役場

### 議会
ヒレの町議会は32人の議員と町長で構成される。

### 町長
| 任期            | 氏名                     | 氏名              | 政党             |
| --------------- | ------------------------ | ----------------- | ---------------- |
| 1973年 – 1979年 | ヴァルター・ローデ       | Walter Rohde      | FDP              |
| 1979年 – 1989年 | クルト・リーヒマン       | Kurt Riechmann    | CDU / 現在は FWG |
| 1989年 – 1999年 | ギュンター・グランネマン | Günter Grannemann | SPD              |
| 1999年 – 2008年 | ラインハルト・ヤスパー   | Reinhard Jasper   | CDU              |
| 2009年 –        | ミヒャエル・シュヴァイス | Michael Schweiß   | SPD              |

### 町主事
1999年まで、ヒレの町の運営は町議会によって選出される専任の町主事が統括していた。
| 任期            | 氏名                   | 氏名            | 政党 |
| --------------- | ---------------------- | --------------- | ---- |
| 1973年 – 1987年 | ヴィルヘルム・グローテ | Wilhelm Grote   |      |
| 1987年 – 1999年 | ラインハルト・ヤスパー | Reinhard Jasper | CDU  |

### 紋章、旗、印章

ヒレの旗

ヒレは、1981年11月17日に行政管区長官の文書によって、紋章、旗、印章の使用権を得た。
紋章: 銀（白）地で、赤い波模様の基部から伸びる3本の黒い穂を付けた赤いガマ。その上に斜めの位置に配された赤い風車の羽根。
風車の羽根は、旧アムト・ハルトゥームの紋章から採られたもので、この地域には数多くの風車が造られ、現在も保存されている。ガマは旧ヒレの紋章から採られた。この地域にはヒレ湿地がある。この湿地での泥炭採掘はかつてこの町の経済にとって重要であった。赤と銀の組み合わせは、ミンデン司教領に何世紀にもわたって属していたことを示している。
旗: 長辺に沿って白と赤に染め分けられ、旗竿寄り中央に町の紋章が描かれている。
幟: 長辺に沿って白と赤に染め分けられ、上半分の中央に町の紋章が描かれている。
印章: 上部に "GEMEINDE HILLE"、下部に "KREIS MINDEN-LÜBBECKE" の文字。図柄は輪郭線で囲まれた紋章の図柄である。

### 姉妹自治体
ヒレは姉妹自治体を有していないが、ミンデン＝リュベッケ郡の姉妹自治体プログラムに参加している。

## 文化と見所

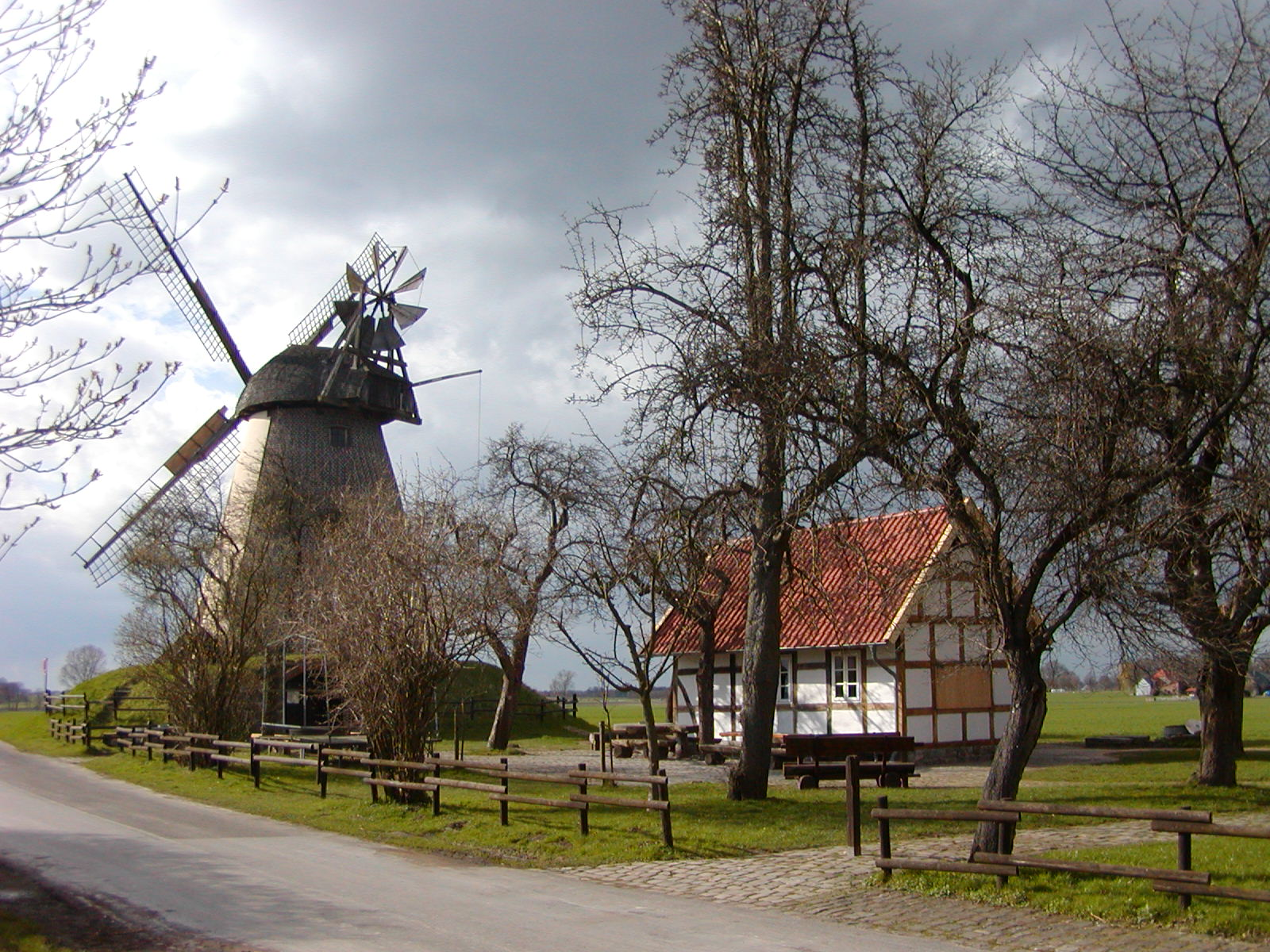
ジュートヘンメルンの風車

### 風車
ヒレは「ミューレンクライス」ミンデン＝リュベッケ郡を通るヴェストファーレン風車街道（Westfälische Mühlenstraße、ドイツ語の "Mühle" は風車の他に水車や家畜が引く粉挽き機をも含むが、ここではこの地方に特徴的な風車が特に強調されている）の重要な一部である。町内には5基のいわゆる「オランダ風車」がある。ハルトゥームの風車は内部構造が撤去され、休暇施設に改築されている。ヒレとノルトヘンメルンの風車は機能しておらず、サークル活動の会場として利用されるだけである。アイクホルストの風車は、シュトルックの風車として知られている。ミューレングループにより運営されており、シーズン中は月の第3または第4土曜日に公開される。アイクホルストには、水車もあり、動作している。これに付属している建物は住宅に改築されている。ジュートヘンメルンの風車は粉挽き小屋や村役場とアンサンブルをなすよう拡充されている。この風車は第2、第4日曜日に公開されているが、粉挽き機はなく、その機能を果たしていない。ミンデン水運組合はミッテルラント運河の船舶とジュートヘンメルンの風車への保存鉄道とを組み合わせたセット・チケットを販売している。

### 演劇
この町には劇場の建物はないが、フェアブントシューレ・ヒレ（学校）の講堂で不定期に演劇公演がなされる。最寄りの大きな劇場はミンデンとリュベッケにある。ヴィーエン山地沿いの隣町にはアマチュア劇団の活動の場が2つ設けられている。ネッテルシュテット野外ビューネとポルタ野外ビューネである。

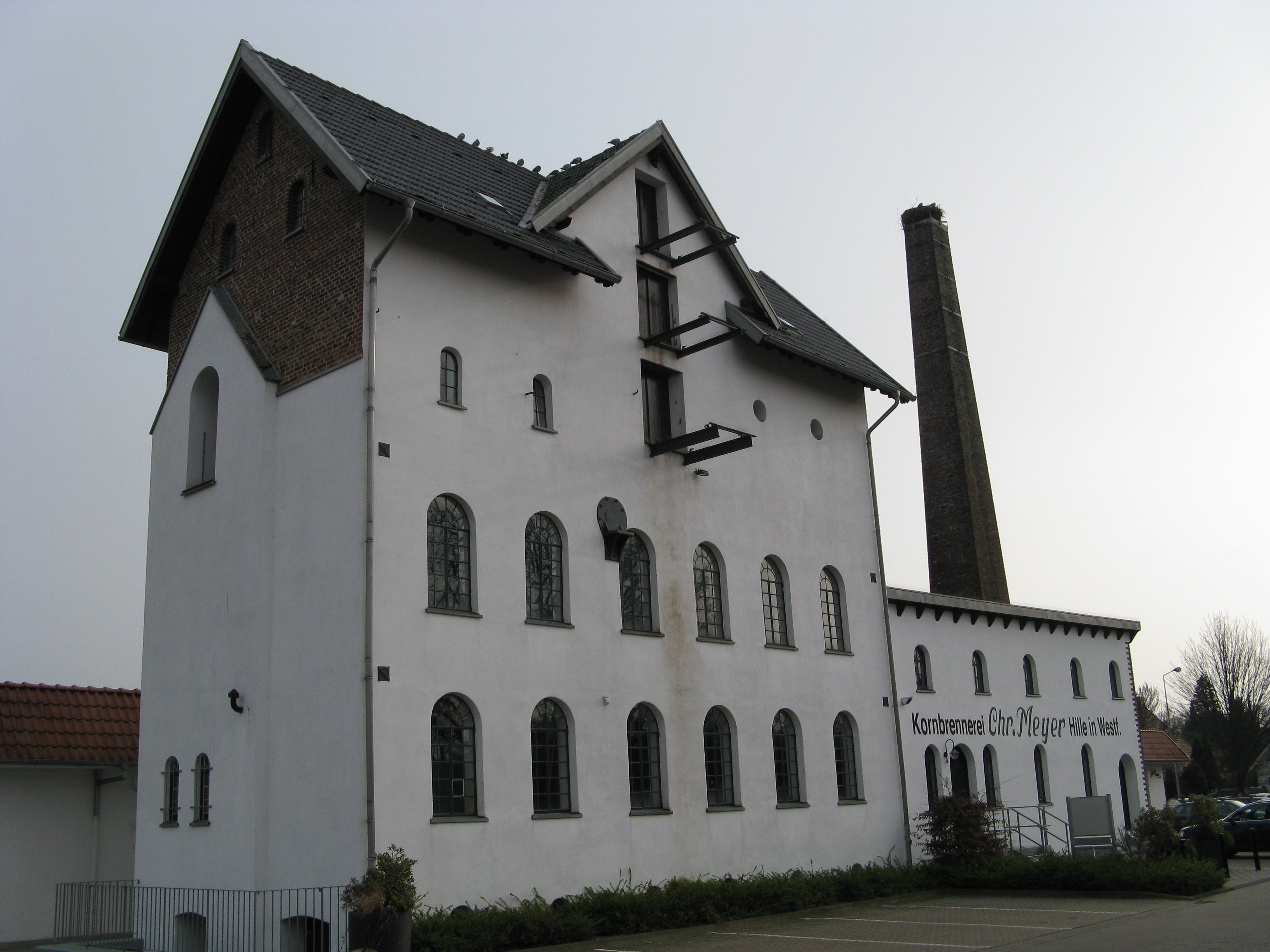
旧蒸留所

### 博物館
ハルトゥーム郷土館は1972年建造の木組み建築の中に「古き良き時代」の生活と労働を展示している。この建物の特徴は、それが昔から2つの機能を兼ね備えていた点である。この建物の一部は消防署として使われていた。ホルツハウゼン II には、歴史的な村の鍛冶屋の他に手工業博物館がある。アイクホルストにはモーアギャラリー（湿地ギャラリー）があり、その中ではグローセス・トルフモーアの写真が展示されている。旧蒸留所にもう一つの博物館がある。現在では蒸留酒の製造を行っていないこの建物では、ヒレの Moorbrand 造りだけでなく、150年前の農作業についても展示している。ここには様々な日用道具の最上の収蔵品がある。

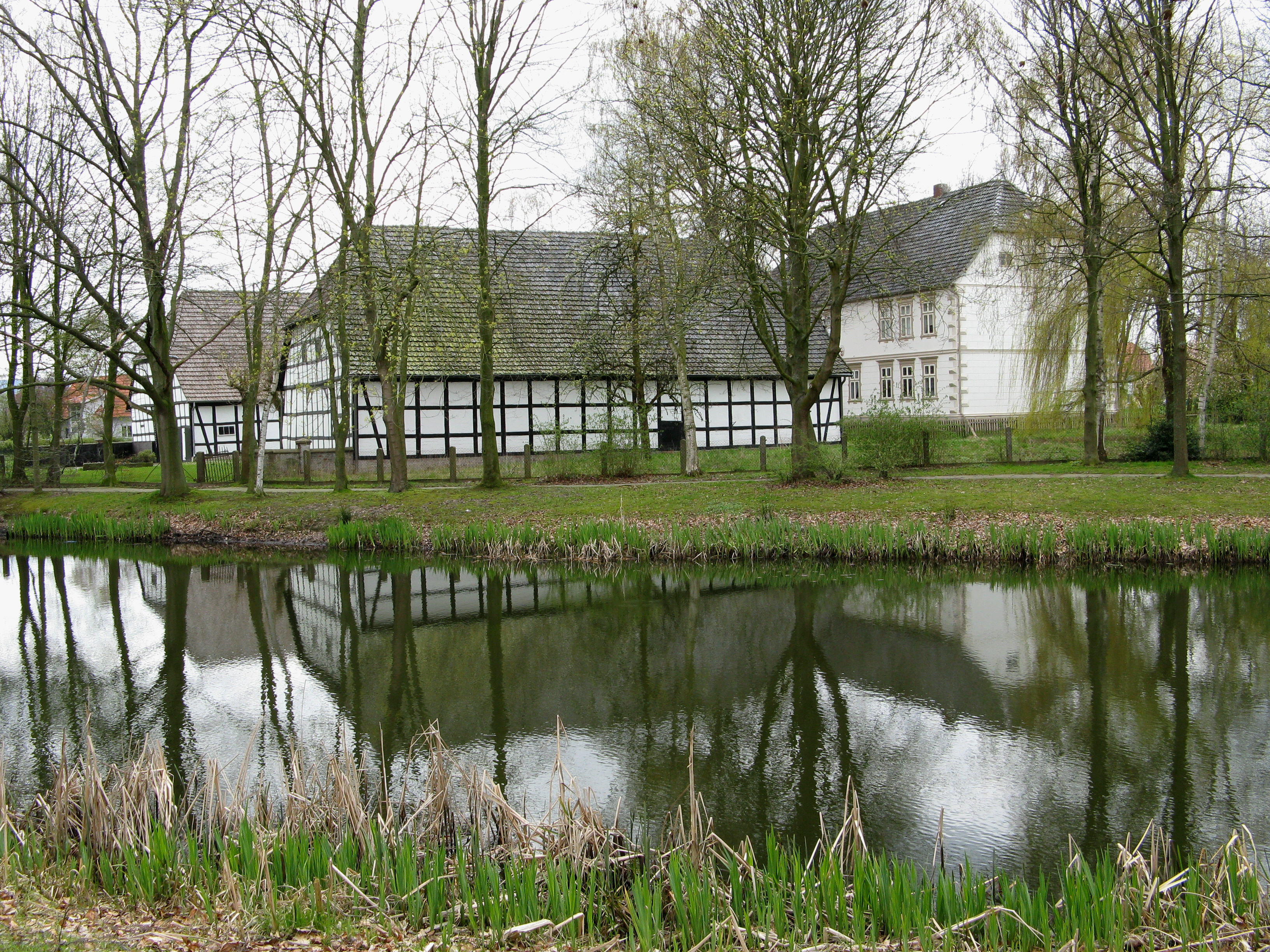
ライムラース・ホーフ

### 建造物
風車の他に、各地区にはそれぞれ村の教会がある。教会は荒石、レンガ、木組みを用いたこの地方の様式で造られている。ヒレ地区には、かつて穀物の蒸留酒を製造していた蒸留所がある。その煙突の上にはコウノトリが営巣している。ヒレには旧エーンハウゼン家の城館があり、現在ではライムラース・ホーフとして知られている。
ヒレの教会は1523年建造でプロテスタント・ルター派への宗教改革がなされるまでの短い期間カトリックの教会堂であった。祭壇は、教会の東にあるのが普通なのだが、この教会では西側にある。この祭壇は18世紀の初めにエーエパール・フォン・エーンハウゼン/ポールマンによって作製されたものである。1954年から1955年の改修時に、1523年建設当時の天井画が発見された。教会の周囲には、かつての墓地の名残の墓石がいくつか遺されている。教会の外壁沿いに、16世紀のミンデン聖堂参事コンラート・フォン・アスヴェーデの墓石がある。教会近くの樹齢600年のボダイジュも一見の価値がある。

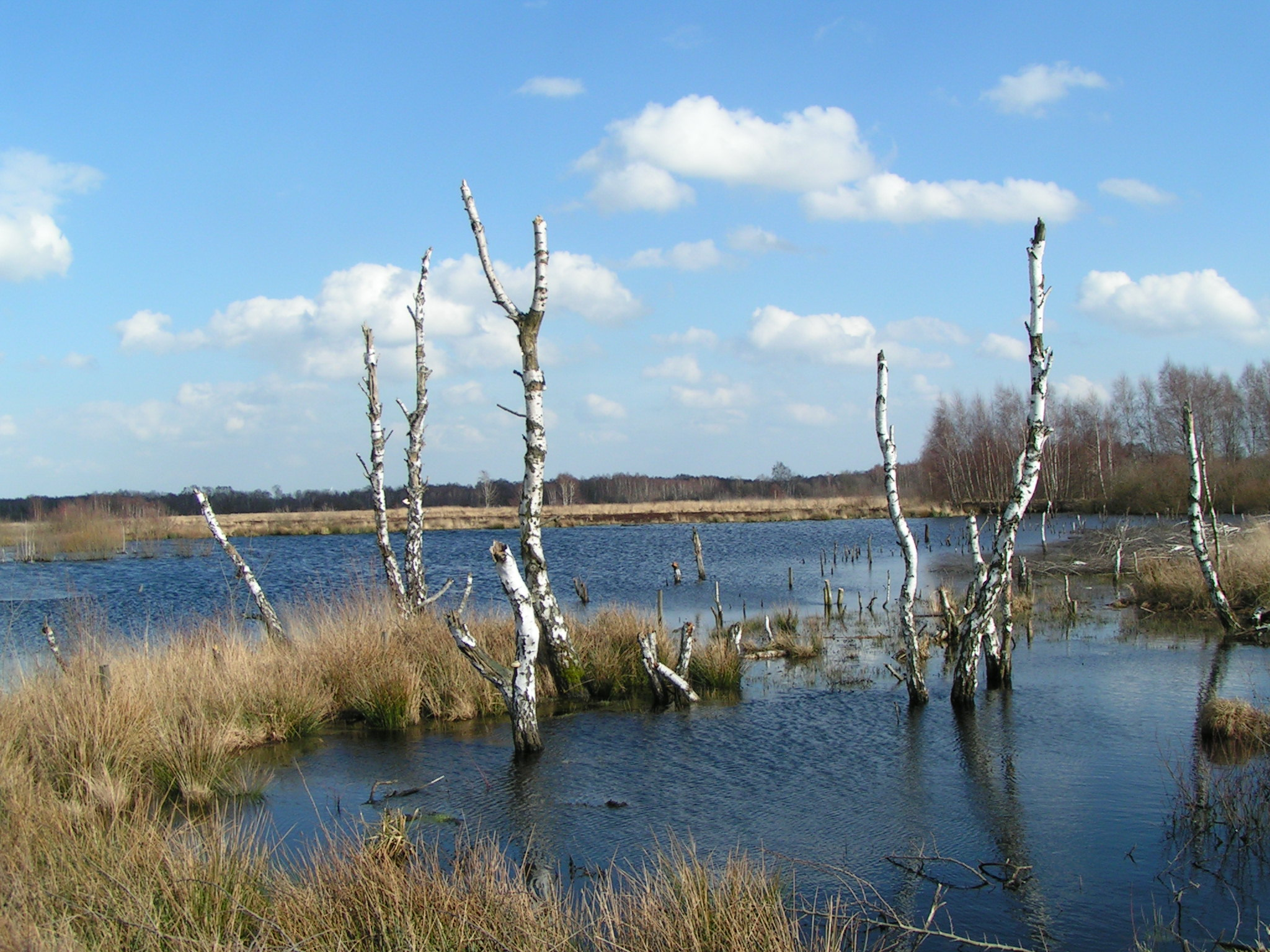
グローセス・トルフモーア

- ノルトヘンメルンの風車
- ヒレの教会

### 公園と自然文化財
ヒレには、グローセス・トルフモーア自然保護区、バスタウヴィーゼ自然保護区、ミンデナー・ヴァルト自然保護区といった自然保護地区がある。
ヴィーエン山地の北斜面には硫黄を含んだ泉質の湯治場がある。ここには湯治客を散策に誘う古いクアパーク（遊歩公園）がある。

### スポーツ
ヒレとその周辺はドイツのハンドボールの重点地域の一つである。近隣のクラブ TuSネッテルシュテット＝リュベッケとグリュン＝ヴァイス・ダンケルゼン・ミンデンはハンドボール・ブンデスリーガでプレイしている。ハンドボールのドイツ代表選手ディーター・ヴァルトケとフランク・フォン・ベーレンはヒレの出身者である。各地区のスポーツクラブにはハンドボール部門がある。

### 年中行事
1564年から毎年4月と9月にヒレ市が開催される。ローテンウッフェルンのクアパークでは2年に1度学校の休暇明け第1週末にユーゲントブラスオーケストラ・ウッフェルンによってグローセ・パルクベロイヒトゥングが開催される。

### 郷土料理
この地域では多くの穀類が栽培されている。これらは、コルンやモーアブラントといった蒸留酒に加工された。ヒレには古い蒸留所が遺っている。

## 経済と社会資本

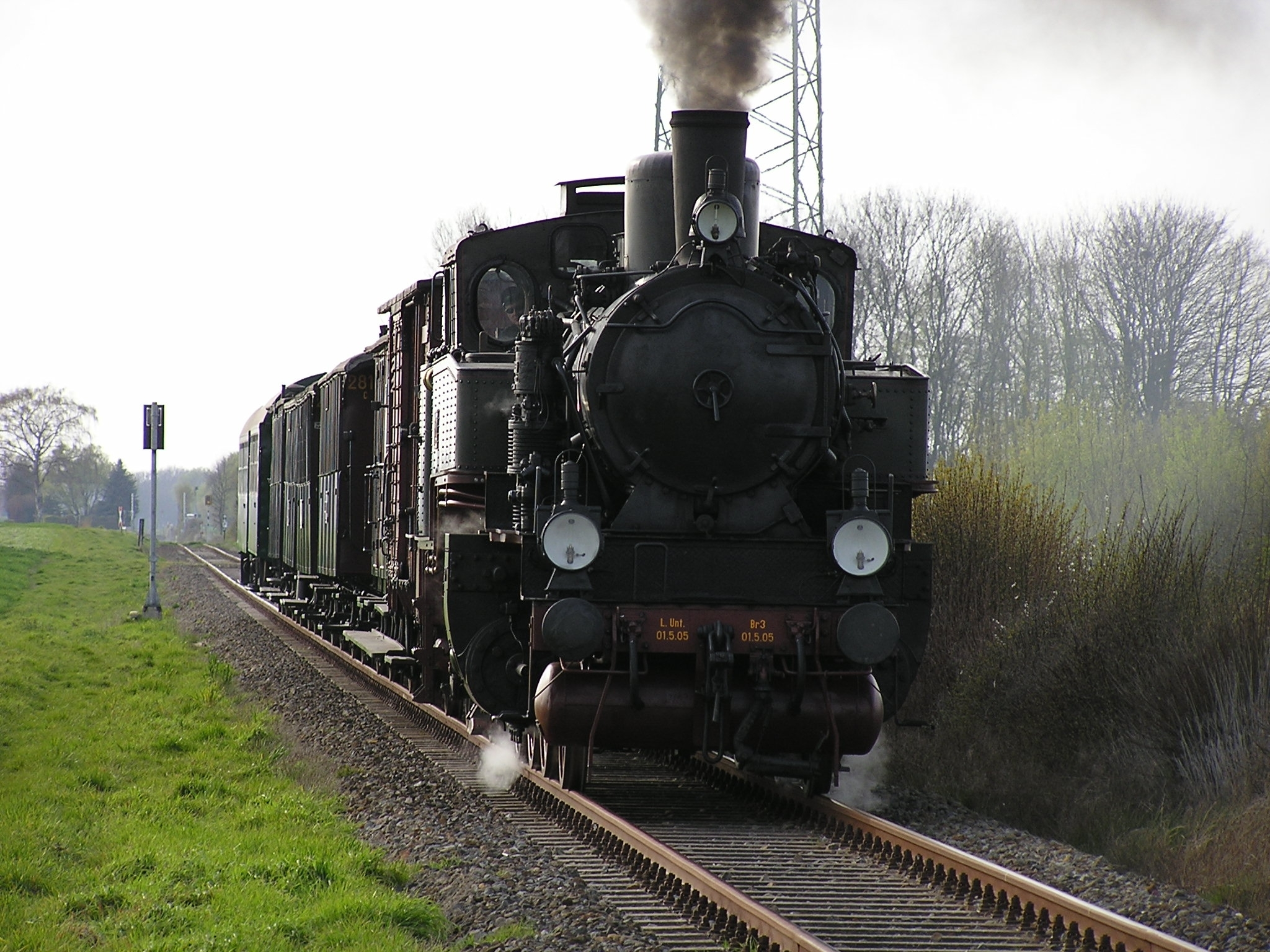
ハルトゥーム付近を走るミンデナー・クライスバーンの保存鉄道

### 交通
ヒレの社会資本は、東から西へ延びるヴィーエン山地の主たる稜線と、同じ方向に流れるミッテルラント運河によって方向付けられている。
ハノーファーからオスナブリュックに至る連邦道B65号線が町内を走っている。この広域道路はかつて、今以上に重要な道路であった。現在その役割の一部は、ヴィーエン山地の南側を走るアウトバーンA30号線が担っている。

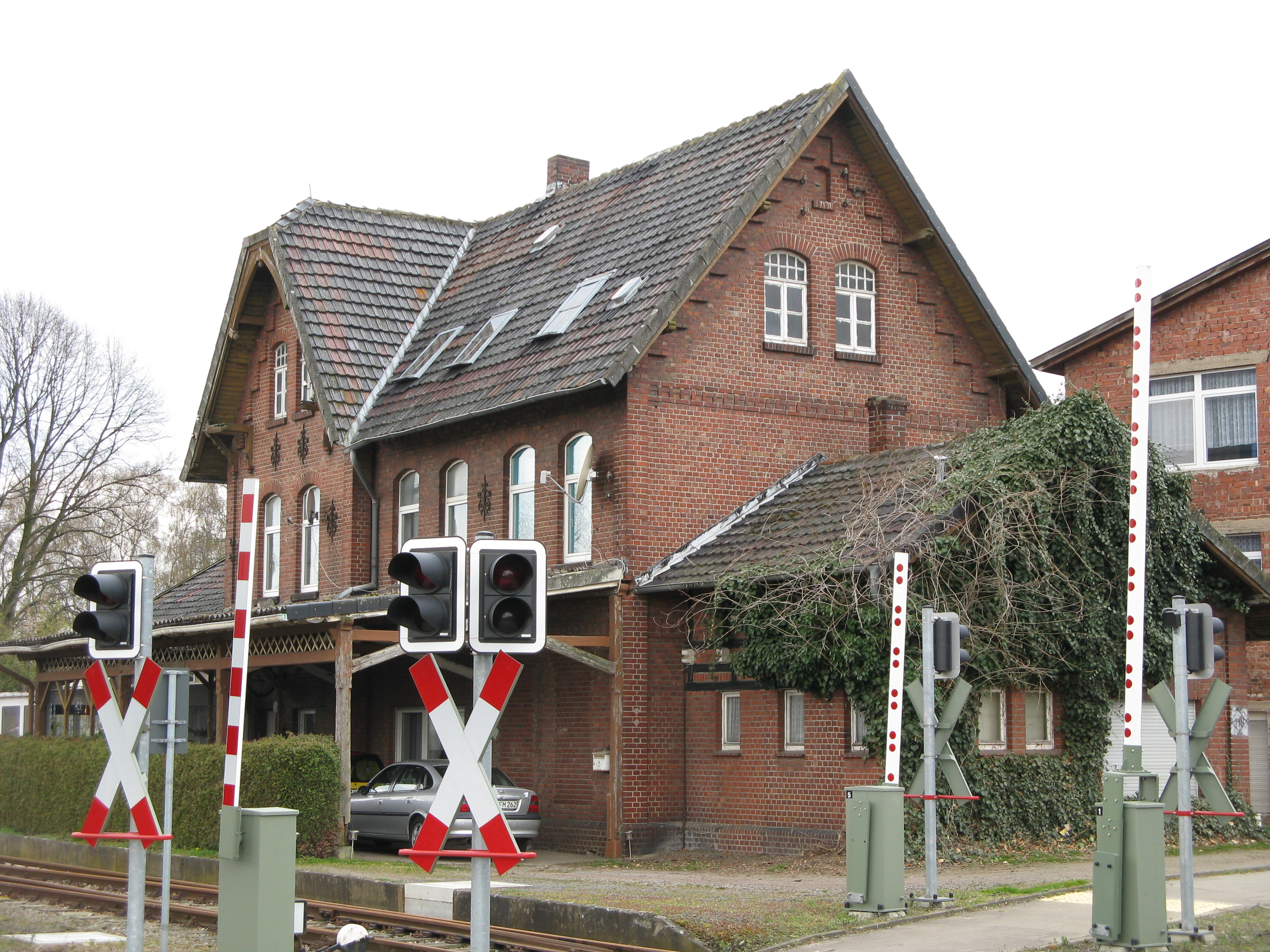
ヒレ駅

最寄りの駅は、ミンデンとバート・エーンハウゼン（幹線鉄道ビーレフェルト - ハノーファー間またはオスナブリュック - ハノーファー間）およびリュベッケ（ラーフェンスベルガー鉄道）にある。いくつかの地区は地域バスあるいはデマンドバスによりミンデン、リュベッケ、エスペルカンプ、バート・エーンハウゼンと結ばれている。ヒレはオストヴェストファーレン＝リッペ交通連盟に加盟している。この他、ミンデナー・クライスバーンの路線を貨物列車とミンデン保存鉄道の列車がヒレ駅からハルトゥーム経由でミンデン＝オーバーシュタットまでを結んでいる。

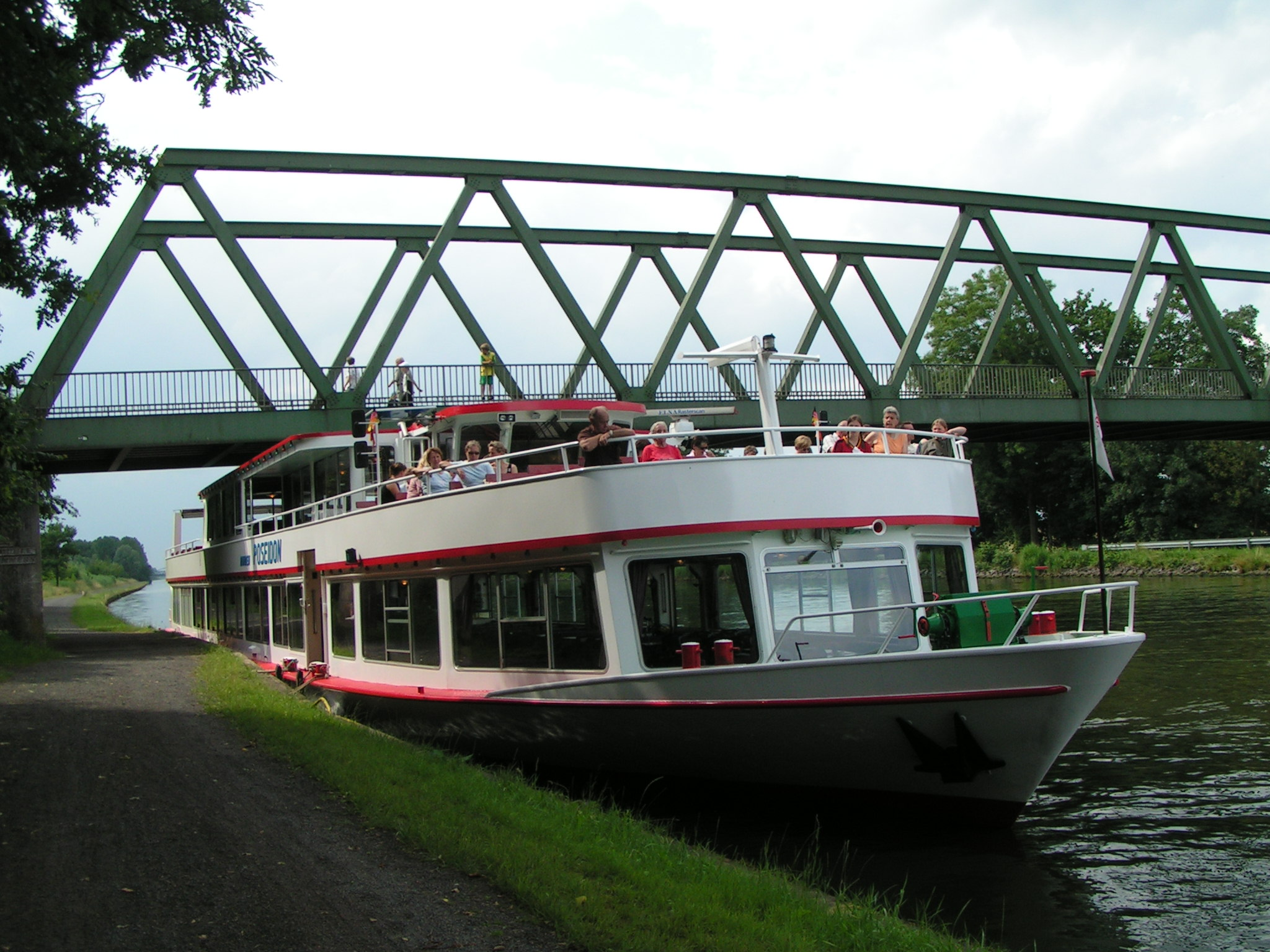
ジュートヘンメルンの運河船

定期的なバス路線は、リュベッケ、ミンデン、エスペルカンプ、ラーデン行きがある。1915年に完成した連邦水路ミッテルラント運河はこの町を通る重要な交通路である。この運河沿いにはヒレ港があり、ここでミンデナー・クライスバーンに接続している。2006年の取扱量は前年に比べ増加している。
ブレーメン - バート・エーンハウゼン自転車道、ミューレンルート、ウェルネス・ラートルートといった自転車道がこの町を通っている。

### 地元企業
ヒレの町域は昔も今も農業が盛んである。肥沃な黄土質の経済的に良好な農園の他に、痩せた土地柄の収益の乏しい農場が多くあった。こうした住民の多くは他に仕事を探さなければならなかった。このため18世紀にリンネル産業が、19世紀にはタバコ産業が盛んになった。両者は家内制手工業を定着させた。また森は、広く普及した家具産業の基盤であった。ただし、この地では南のラーフェンスベルガー地方における台所家具のように強く特化されてはいなかった。
第二次世界大戦後、多くの労働者が劣悪な経済状況のために職を求めねばならなくなり、その多くはフォルクスワーゲンのハノーファー工場に通勤することにした。当時、労働者はフォルクスワーゲンの下で「ヤーレスヴェーゲン」と呼ばれる初回登録後12ヶ月以内の中古車を売買することができた。その結果この地方に活発な中古車市場が形成された。
ヒレ町内には、郡が運営するゴミ処理場「ポールシュ・ハイデ」がある。その任務は郡全域においてゴミ処理コンセプトの枠組みを遵守することである。
R. Bücker EDV-Beratung Datentechnik GmbHは、ヒレの中堅 IT企業である。UPHOFF機械工場は従業員20人の鉄骨構造物、機械修理の会社である。また窓造りのdtH Tiemann GmbHがヒレにある。ウンターリュッベにはフランジ継手とスパンリング継手および特殊な屈曲部に特化した金属加工業者のESKATE Rohrverbindungstechnik GmbHがある。ミッテルラント運河のヒレ港には輸送業者レーヌスGmbHの支社がある。ウンターリュッベにはヴィーエンゲビルクスモルケライ（乳製品製造）がある。

### メディア
ヒレ周辺地域の報道は、伝統的に中級中心都市ミンデンからなされる。この町は、ヒレのローカル面が付加されたミンデナー・ターゲブラットの購読地域である。公共放送は、西部ドイツ放送 (WDR) によりラジオ放送でなされている。オストヴェストファーレンを対象としたローカル放送は、WDR のビーレフェルトのスタジオでラジオ番組とテレビ番組が制作されている。民間放送では、ミンデンのラジオ・ヴェストファーリカが情報の窓口を提供している。

### 公共施設
ヒレの消防団は、各地区に駐在する9つの消火班からなっている。病人の治療は郡レベルで組織化されており、最寄りの病院はミンデン、リュベッケ、ラーデンにある。2008年、ミンデンに新しくヨハン・ヴェスリング病院が建設された。
消防団の他に NPOのドイツ赤十字ヒレ町会e.V.がある。

### 教育
この町に属す集落には、長らくそれぞれ固有の学校があった。そこでは複式学級で授業がなされていた。戦後の人口増加後、学年別のクラス編成となった。出生率の低下に伴い教育の継続が困難となったため、学校の統廃合がなされた。これにより基礎課程学校のない集落が生じ、通学のためのスクールバスが運行されるようになった。2010年現在、ヒレ、ノルトヘンメルン、オーバーリュベッケ、ローテンウッフェルンに基礎課程学校がある。
ヒレの教育に関して、町内に上級の学校を望む要求が高まった。それまでは、上級の学校はミンデンまたはリュベッケまで通う必要があった。1990年代にヒレ地区の本課程学校はギムナジウムの上級学年を含む総合学校に拡充された。2002年にギムナジウム部門が認可され、ヒレ総合学校はヒレ・フェアブントシューレと改名された。
また、この町にはミンデン＝リュベッケ郡の言語症者のための学校がある。
ハルトゥーム地区にある町役場内にはミンデン市民大学の分校がある。これ以外に隣接するエスペルカンプにも市民大学がある。

## 人物

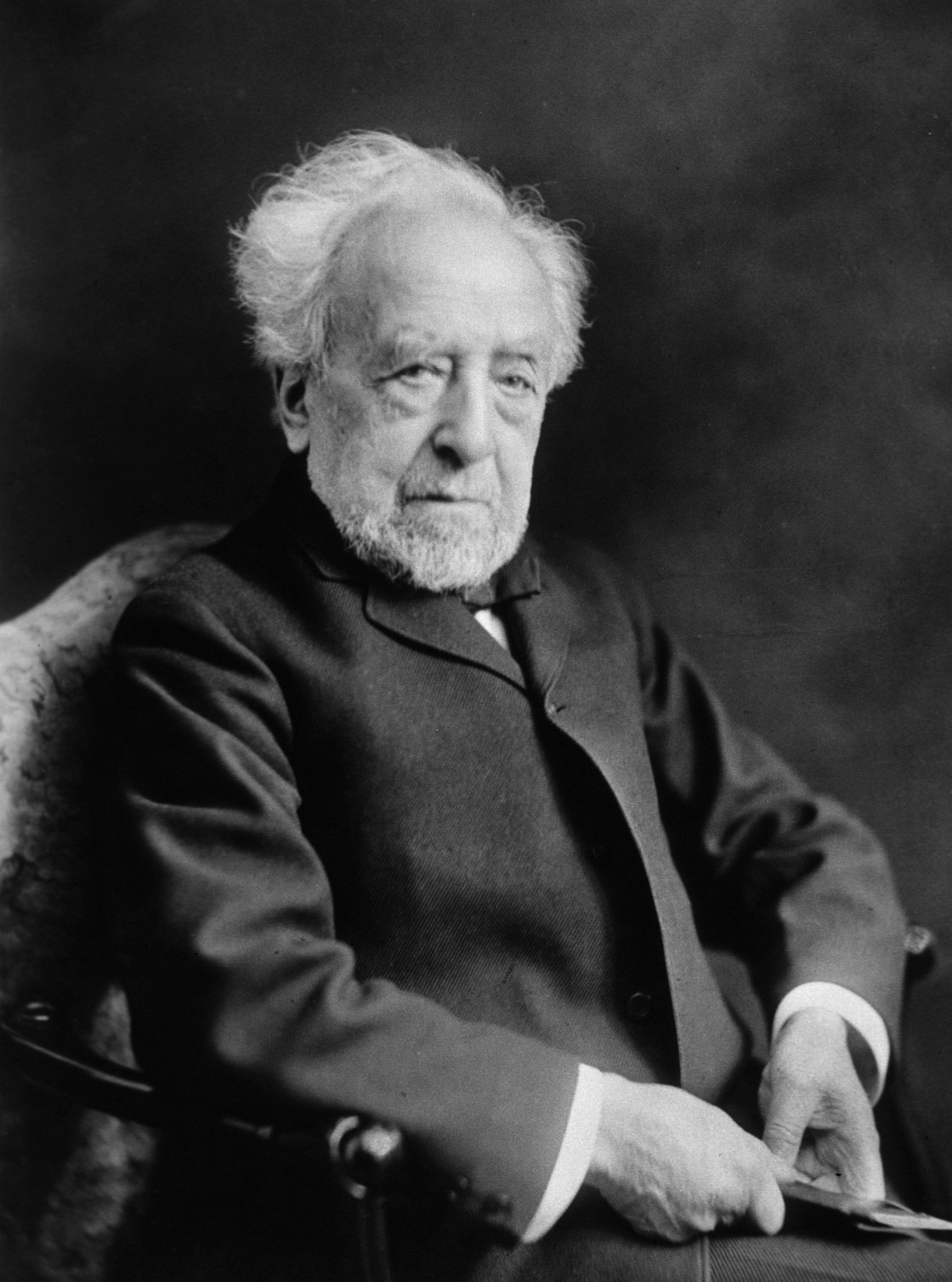
アブラハム・ヤコービ

### 出身者
- アブラハム・ヤコービ（1830年 - 1919年）小児科学の父
- フランク・フォン・ベーレン（1976年 -　）ハンドボール選手

### ゆかりの人物
アメリカの宇宙飛行士ウィリアム・マッコールの祖先はヒレからの移民である。

## 引用
1. ↑  Bevölkerung der Gemeinden Nordrhein-Westfalens am 31. Dezember 2023 – Fortschreibung des Bevölkerungsstandes auf Basis des Zensus vom 9. Mai 2011
2. ↑  Max Mangold, ed (2005). Duden, Aussprachewörterbuch (6 ed.). Dudenverl. p. 403. ISBN 978-3-411-04066-7
3. ↑  連邦自然保護局: Landschaftssteckbrief Rahden-Diepenauer Geest
4. ↑  ノルトライン＝ヴェストファーレン州データ管理統計局: Kommunalprofil Hille
5. 1 2  Hauptsatzung der Gemeinde Hille
6. ↑  ヒレのウェブサイトの紋章に関する記述
7. ↑  ヒレの教会組織のホームページ
8. ↑  ユーゲントブラスオーケストラ・ウッフェルン
9. ↑  ヒレの町のウェブサイト「ヒルの経済状況」
10. ↑  ヒレ消防団
11. ↑  ドイツ赤十字 (DRK) ヒレ